# حلوا زردک
حلوا زردک یا مربای زردک نوعی مربا است که در شهر شوشتر پخت می‌شود و از سوغاتی‌های این شهر به شمار می‌رود. زردک نام نوعی هویج ایرانی است که در گویش شوشتری و زبان فارسی به‌کار می‌رفته است. این غذا معمولا در وعده صبحانه یا عصرانه صرف می‌شود.

## روش پخت
در پخت حلوا زردک از زردک (هویج)، آب، زعفران، هل، گلاب، خلال بادام و جوهر لیمو استفاده می‌شود.
برای تهیه حلوا زردک ابتدا شکر را به همراه آب، زعفران دم کرده و هل درون یک قابلمه مناسب ریخته و سپس قابلمه را روی حرارت متوسط می‌گذارند تا ذرات شکر کاملا حل شوند.
سپس زردک (یا هویج) را شسته و پس از جدا کردن پوست آن به صورت درشت رنده می کنند. زمانی که شهد کمی غلیظ شد، زردک را به قابلمه اضافه کرده و مخلوط می کنیم، سپس درب قابلمه را می بندند تا زردک به خوبی پخته شود.
پس از یک ساعت گلاب را به قابلمه اضافه کرده، سپس مخلوط می کنند و مجددا درب ظرف را می بندند و اجازه می دهند مربا به مدت ۴۰ دقیقه دیگر روی حرارت بجوشد تا کاملا پخته و شهد غلیظ شود.
سپس جوهر لیمو را به قابلمه اضافه کرده و مخلوط می کنند و قابلمه را از روی حرارت کنار می گذارند. حالا اجازه می دهند مربا به مدت ۱۰ ساعت درون قابلمه استراحت کند تا کاملا خنک شود.